# Inukami!
Inukami! (いぬかみっ!?) è una serie di light novel, successivamente adattata anche in un manga e una serie televisiva anime, scritta dal giapponese Mamizu Arisawa, con le illustrazioni di Kanna Wakatsuki. La serie comprende diciassette volumi.

## Trama
Gli Inukami (letteralmente "dei" e "cane") sono dei demoni con l'aspetto di un cane, dotati di poteri spirituali. Affiancati da un partner (chiamato domatore di Inukami), gli Inukami hanno il compito di mantenere la giustizia contro i demoni malvagi. Talvolta gli Inukami assumono sembianze umane.
La storia ruota attorno a Keita, appartenente ai Kawahira, un clan di domatori Inesaki.
Rinnegato dal suo stesso clan per il suo carattere, Keita riesce a creare un legame con la Inukami Yoko, che però gli creerà non pochi problemi.

## Personaggi principali

Keita e Yoko

- Yoko (ようこ?, Yoko), doppiata da Yui Horie: Yoko è la protagonista femminile della serie ed è dotata di abilità speciali. La tecnica Jaen (邪炎?, "La fiamma del male") e la variante più potente Dai-Jaen (大邪炎?, "Super fiamma del male"), che permettono di armeggiare un filo sormontato da varie palle di fuoco; l'altra è lo shukichi, che le permette di teletrasportare oggetti.

Yoko non è un'Inukami, ma un demone volpe (il che spiegherebbe la sua paura dei cani) ed è la figlia del leggendario Dai Yoko.
Nel manga Yoko è molto più infantile e maliziosa e viene lasciato intendere che lei sia una volpe a nove code.
- Keita Kawahira (川平啓太?, Kawahira Keita), doppiato da Jun Fukuyama: Keita è il protagonista maschile della serie.

Donnaiolo, viene spesso punito da Yoko, alla quale aveva promesso di esserle fedele: spesso Yoko lo teletrasporta in un luogo pubblico senza i suoi vestiti, costringendolo a essere scambiato per un streaker e perciò venire arrestato per atti osceni. Nonostante i suoi difetti, Keita possiede notevoli qualità di redentore, è determinato, coraggioso, pratica il xingyiquan e si dimostra fedele nei confronti delle sue persone care.
Nel manga Keita è un accanito fumatore ed è molto più serio.

## Media

### Light novel
La prima pubblicazione della serie di Inukami! comincia sotto forma di light novel, scritta da Mamizu Arisawa e disegnata da Kanna Wakatsuki. 
Pubblicata inizialmente da Media Works sotto l'etichetta Dengeki hp, dal 10 gennaio 2003 al 10 gennaio 2008 la serie viene ripubblicata da ASCII Media Works sotto l'etichetta editoriale Dengeki Bunko sino al sedicesimo volume.
Inoltre, come regalo promozionale per il film animato, è stato pubblicato anche il volume Inukami Special Edition.

### Manga
Un adattamento manga, illustrato da Mari Matsuzawa, è stato pubblicato sulla rivista di manga shonen Dengeki Comic Gao!, da parte di MediaWorks, tra il 27 ottobre 2005 e il 27 febbraio 2008. I capitoli manga in seguito sono stati raccolti in sei volumi rilegati da ASCII Media Works sotto l'etichetta Dengeki Comics Publishing tra il 27 marzo 2006 e il 27 maggio 2008.
Il volume antologico intitolato Inukami! Antologia è stato pubblicato da ASCII Media Works, il 27 settembre 2006. Tale volume ha visto la collaborazione tra sedici artisti e autori di manga, alcuni dei quali comprendono: Yukari Higa, Mari Matsuzawa, Suiren Shōfū, Keiichi Sumi, Kanna Wakatsuki e Yasu.

### Anime
Un adattamento anime è stato prodotto dalla Seven Arcs, diretto da Keizo Kusakawa e andato in onda su TV Tokyo (in Giappone) tra il 6 aprile e 28 settembre 2006. La serie conta 23 episodi.
Gli episodi sono stati poi pubblicati su nove DVD pubblicati tra il 9 agosto 2006 e 4 aprile 2007 nelle versioni in edizione limitata, e tra il 4 ottobre 2006 e 6 giugno 2007 nelle versioni regolari; il primo volume contiene due episodi, mentre ciascuno dei volumi successivi conteneva tre episodi.
Quattro tracce di musica sono state utilizzate per l'anime: un tema di apertura e tre temi di chiusura. La sigla di apertura è Hikari (ヒカリ?, Lit. "Light") di Yui Horie. La sigla finale per la serie è Yūjō monogatari (友情物语?, let. "Storia di Amicizia") dei Aice5; tuttavia vengono proposte per l'episodio dodici la sigla finale Kei no uta (ケイのうた?, let. "La canzone di Kei") di Nana Mizuki e per il diciottesimo episodio la sigla finale Yūjō monogatari: Danshi Version (友情物语男子バージョン?, let. "La canzone di Amicizia") dei Super ZO-sans & Rice5.
Basato sull'anime, il 21 aprile 2007 viene proposto il film d'animazione Inukami! The Movie: Tokumei Reiteki Sōsakan Karina Shirō! (いぬかみっ! THE MOVIE 特命霊的捜査官・仮名史郎っ!?). Il film ha una durata di 25 minuti, è stato prodotto dalla Seven Arcs ed è stato diretto da Keizo Kusakawa.

#### Episodi anime
| Nº | Titolo italiano Giapponese 「Kanji」 - Rōmaji                                                      | In onda           | In onda |
| Nº | Titolo italiano Giapponese 「Kanji」 - Rōmaji                                                      | Giapponese        |         |
| 1  | Don't Mind Being Naked 「はだかでドンマイっ！」 - Hadaka ni donmai!                                | 5 aprile 2006     |         |
| 2  | Machos are Lickity Licky! 「マッチョがぺろぺろっ！」 - maccho ga peruperu!                         | 12 aprile 2006    |         |
| 3  | Exterminating in Swimsuits! 「水着でたいじっ！」 - Mizugi de taishi!                               | 19 aprile 2006    |         |
| 4  | Unwillingly Wearing An Apron! 「やらずのかっぽう着っ！」 - Yarasu no kappōchaku!                   | 26 aprile 2006    |         |
| 5  | Keita And Youko! 「啓太とようこっ！」 - Keita to Yōko!                                             | 3 maggio 2006     |         |
| 6  | Perfect Tomohane! 「ぴったりともはねっ！」 - Pittari Tomohane!                                     | 10 maggio 2006    |         |
| 7  | Mixed Bathing Is Crunchy! 「温泉でサクサクッ！」 - Konyoku de sakusaku!                            | 17 maggio 2006    |         |
| 8  | Rubbing Tails! 「こすってしっぽっ！」 - Kosutte shippo!                                            | 24 maggio 2006    |         |
| 9  | Lust & Sexual Harassment! 「煩悩とせくはたっ！」 - Bonnō to seku hatta!                            | 31 maggio 2006    |         |
| 10 | Cherry Blossom Memories! 「桜の思い出っ！」 - Sakura no omoide!                                    | 7 giugno 2006     |         |
| 11 | Beg to be Exhausted! 「ぐったりにおねがいっ！」 - Guttari ni onegai!                               | 14 giugno 2006    |         |
| 12 | The Dying Me's Song 「だから死にたい私の歌っ！」 - Shinitai watashi no uta!                        | 21 giugno 2006    |         |
| 13 | The I Am You Song 「だけど俺にはお前の歌っ！」 - Ore wa omae no uta!                               | 28 giugno 2006    |         |
| 14 | Kappa and Dad! 「カッパとオトサンっ！」 - Kappa to Otosan!                                         | 5 luglio 2006     |         |
| 15 | Returning the favor to Keita! 「ウハウハ啓太に恩返しっ！」 - Uha uha Keita ni ongaeshi!            | 12 luglio 2006    |         |
| 16 | Room, ghost story, and me! 「部屋と怪談と私っ！」 - Heya to kaidan to watashi!                     | 19 luglio 2006    |         |
| 17 | What are these things!? 「なんか見えてるっ！」 - Nanka mieteru!                                    | 26 luglio 2006    |         |
| 18 | Oh no! A mammoth! 「まんもすたいへんっ！」 - Manmosu taihen!                                       | 2 agosto 2006     |         |
| 19 | That's just what mokkori Keita wants! 「もっこり啓太の思うツボっ！」 - Mokkori Keita no omo tsubo! | 9 agosto 2006     |         |
| 20 | Shirabu's thoughts! 「白布に想いをっ！」 - Shirabu ni omoi wo!                                     | 16 agosto 2006    |         |
| 21 | Pull yourself together, Tomohane! 「しっかりともはねっ！」 - Shikkari Tomohane!                    | 23 agosto 2006    |         |
| 22 | Papa and Son-in-law! 「パパとムコ殿っ！」 - Papa to Muko-dono!                                     | 30 agosto 2006    |         |
| 23 | Shibamu elephant! 「しぼむ象さんっ！」 - Shibamu zōsan!                                            | 6 settembre 2006  |         |
| 24 | Kaoru and Nadeshiko! 「薫となでしこっ！」 - Kaoru to Nadeshiko!                                    | 13 settembre 2006 |         |
| 25 | Banquet of despair! 「絶望の宴っ！」 - Zetsubō no utage!                                           | 20 settembre 2006 |         |
| 26 | Light! 「ヒカリっ！」 - hikari                                                                     | 27 settembre 2006 |         |